# Marattia laevis
Marattia laevis là một loài dương xỉ trong họ Marattiaceae. Loài này được Sm. mô tả khoa học đầu tiên năm 1790.

## Đặc điểm
Thân cây khá mập và nhiều thịt, được phủ bởi các lá già. Lá thuộc lá đơn, dài tới 1,7 m; cuống dài 60-70 cm, dày 1-1,3 cm, có lông (đặc biệt ở phần gốc) có nhiều vảy màu nâu sẫm, không đều, dài 0,5-3 mm, đính các nốt sần nhỏ. 
Các phiến lá hình tam giác, dài 80-100 cm, rộng bằng nhau, lông quanh cuống. Cây trần trụi hoặc gần như thế. Lá chét có hình tam giác thuôn dài, cuống lá dài đến 50cm. Các lá ở đỉnh có hình o van, dài 0,8-2 cm, có răng cưa, nhọn ở đỉnh, nhẵn và trần trụi.

## Nơi sống
Chúng thường sống ở rừng nguyên sinh tại các khu vực như Jayuya đến Puerto Rico.